# Byun Se-jong
Byun Se-Jong, né le 4 mai 1998 à Daegu, Corée du Sud, est un patineur artistique coréen. Il vit aujourd'hui à Séoul.

## Palmarès
| Compétition/Saison                                                                  | 2014 | 2015 | 2016 | 2017 | 2018 | 2019 | 2020 |
| Jeux olympiques d'hiver                                                             |      |      |      |      |      |      |      |
| Championnats du monde                                                               |      |      |      |      |      |      | CA   |
| Championnats des quatre continents                                                  |      | 23e  | 18e  |      |      |      |      |
| Championnats de Corée du Sud                                                        | 7e   | 5e   | 4e   | 4e   | 6e   | 7e   | F    |
| Championnats du monde juniors                                                       |      |      | 29e  |      |      |      |      |
| Légende : F = Forfait ; CA = Compétition annulée à cause de la pandémie de Covid-19 |      |      |      |      |      |      |      |